# 디옥시이노신 일인산
디옥시이노신 일인산(영어: deoxyinosine monophosphate, dIMP)은 뉴클레오사이드 일인산이며, 이노신 일인산(IMP)의 유도체이다. 디옥시이노신 일인산(dIMP)은 디옥시아데노신 일인산(dAMP)의 퓨린 염기의 탈아미노화에 의해 형성될 수 있다. Saccharomyces cerevisiae에서 YJR069C에 의해 암호화되는 디옥시리보뉴클레오사이드 삼인산 피로인산가수분해효소는 (d)ITPase 및 (d)XTPase 활성을 가지고 있으며, 디옥시이노신 삼인산(dITP)을 가수분해하여 디옥시이노신 일인산(dIMP)와 피로인산으로 분해한다.

## 같이 보기
- 잔토신
- 잔토신 일인산